# Chaenusa saxicola
Chaenusa saxicola är en stekelart som först beskrevs av Riegel 1982.  Chaenusa saxicola ingår i släktet Chaenusa och familjen bracksteklar. Inga underarter finns listade i Catalogue of Life.